# Лимаксы
Лимаксы (лат. Limax) — род брюхоногих моллюсков из семейства лимациды отряда стебельчатоглазые.

## Распространение
Представители рода — обитатели Европы. Вид Limax maximus интродуцирован в Северную Америку.

## Экология
Некоторые виды являются вредителями садов и огородов, где они повреждают листья различных растений.
Род Limax sensu stricto, возможно, монофилетическая группа.

## Систематика
В составе рода:
- вид: Limax aeolianus Giusti, 1973
- вид: Limax albipes Dumont & Mortillet, 1853
- вид: Limax alpinus Férussac, 1822
- вид: Limax amaliae Bettoni, 1870
- вид: Limax bielzii Seibert, 1873
- вид: Limax canapicianus Pollonera, 1885
- вид: Limax cephalonicus Simroth, 1886
- вид: Limax ciminensis Pollonera, 1890
- вид: Limax cinereoniger Wolf, 1803
- вид: Limax conemenosi Böttger, 1882
- вид: Limax corsicus Moquin-Tandon, 1855
- вид: Limax dacampi Menegazzi, 1854
- вид: Limax dobrogicus Grossu & Lupu, 1960
- вид: Limax erythrus Bourguignat, 1864
- вид: Limax gerhardti Niethammer, 1937
- вид: Limax graecus Simroth, 1889
- вид: Limax granosus Bérenguier, 1900
- вид: Limax hemmeni Rähle, 1983
- вид: Limax ianninii Giusti, 1973
- вид: Limax lachensis Bérenguier, 1900
- вид: Limax maximus Linnaeus, 1758
- вид: Limax millipunctatus Pini, 1885
- вид: Limax pironae Pini, 1876
- вид: Limax polipunctatus Pollonera, 1888
- вид: Limax punctulatus Sordelli, 1871
- вид: Limax redii Gerhardt, 1933
- вид: Limax squamosus Bérenguier, 1900
- вид: Limax subalpinus Lessona, 1880
- вид: Limax veronensis Lessona & Pollonera, 1882
- вид: Limax wohlberedti Simroth, 1900
- вид: Limax zilchi Grossu & Lupu, 1960